# Victor, Colorado
Victor är en ort i Teller County, Colorado, USA.